# Valeria de dictadura Sullae
La lex Valeria de dicatudura Sullae va ser un antiga llei romana, proposada per l'interrex Luci Valeri Flac l'any 82 aC, nomenat per aquest càrrec degut a la mort dels dos cònsols, Gneu Papiri Carbó i Gai Mari el Jove. Per aquesta llei s'establia la dictadura de Luci Corneli Sul·la. Aquesta llei aprovava també tots els seus actes futurs i se li concedia poder de vida o mort sobre els ciutadans sense formació de causa.